# جونسون (فيرمونت)
جونسون (بالإنجليزية: Johnson (town), Vermont)‏ هي بلدة تقع في مقاطعة لامويل (فيرمونت) بولاية فيرمونت في الولايات المتحدة. تأسست عام 1792 (Vermont)، تبلغ مساحتها 116.8 (كم²)، وترتفع عن سطح البحر  م، بلغ عدد سكانها 3274 نسمة في عام 2000 حسب إحصاء مكتب تعداد الولايات المتحدة وتصل الكثافة السكانية فيها 28 نسمة/كم2.

## أعلام
- جوليان سكوت

## وصلات خارجية
- Johnson Vermont Official Website
- The US50 - Cities and Towns in Vermont State
- Vermont Cities and Towns, Facts, Map, Flag, Colleges, Government, and More